# Stars and Stripes
Stars and Stripes (česky Hvězdy a pruhy) jsou noviny vydávané ministerstvem obrany USA pro vojáky amerických ozbrojených sil po celém světě. V současnosti jsou dostupné ve třech vydáních: pro jednotky v Evropě, na středním východě a pro vojáky v Pacifiku. Ústřední redakce sídlí ve Washingtonu, D.C.

## Historie
9. listopadu 1861, během americké občanské války, se vojáci 11., 18. a 29. pluku z Illinois (po vytlačení jednotek Konfederace na jih) utábořili v Bloomfieldu v Missouri. Poté, co našli místní redakci novin prázdnou, rozhodli se, že budou vydávat své vlastní noviny o událostech u vlastních jednotek během válečného tažení. Nazvali je Stars and Stripes podle symbolů na americké vlajce. Dnes je v Bloomfieldu muzeum a knihovna, věnované novinám.
Během první světové války byli redaktory, dopisovateli a ilustrátory novinářští veteráni, ale mnohem častěji talentovaní mladí vojáci. Řada z nich se po válce stala slavnými osobnostmi mediální sféry USA. Harold Ross po návratu založil časopis New Yorker.
Cyrus Baldridge, vedoucí grafik, se později stal známým ilustrátorem knih a časopisů. Alexander Woollcott, člen redakční rady, byl pozdějším významným newyorským literárním kritikem.
Hvězdy a pruhy byly v té době osmistránkovým týdeníkem. Nejvyšším dosaženým počtem bylo 526 000 čtenářů. Redakce musela vyvinout velké úsilí a použít různé improvizace při tisku ve Francii i při dodávce novin na frontu.
Za druhé světové války, byla tištěna různá vydání na různých provizorních místech. Znovu, tak jako v předchozí válce, se mnoho zde působících redaktorů později stalo známými novináři. Některá vydání se tiskla co nejblíže bojovým liniím kvůli rychlé informovanosti frontových jednotek. Během války bylo také vydáno 53 sešitů edice Stars and Stripes, většinou popisujících příběhy jednotlivých vojáků.

## Současnost
Noviny jsou v současnosti hlavním tištěným zdrojem informací na vojenských základnách v Evropě a na středním východě. Vycházejí každý den, v rozsahu 40 – 48 stran a stále mají tabloidní formát připomínající některé britské deníky.
Dalšími později známými přispěvateli jsou:
- Andy Rooney
- Steve Kroft
- Shel Silverstein
- Phil Stern
- Louis Rukeyser